# Isidor von Milet

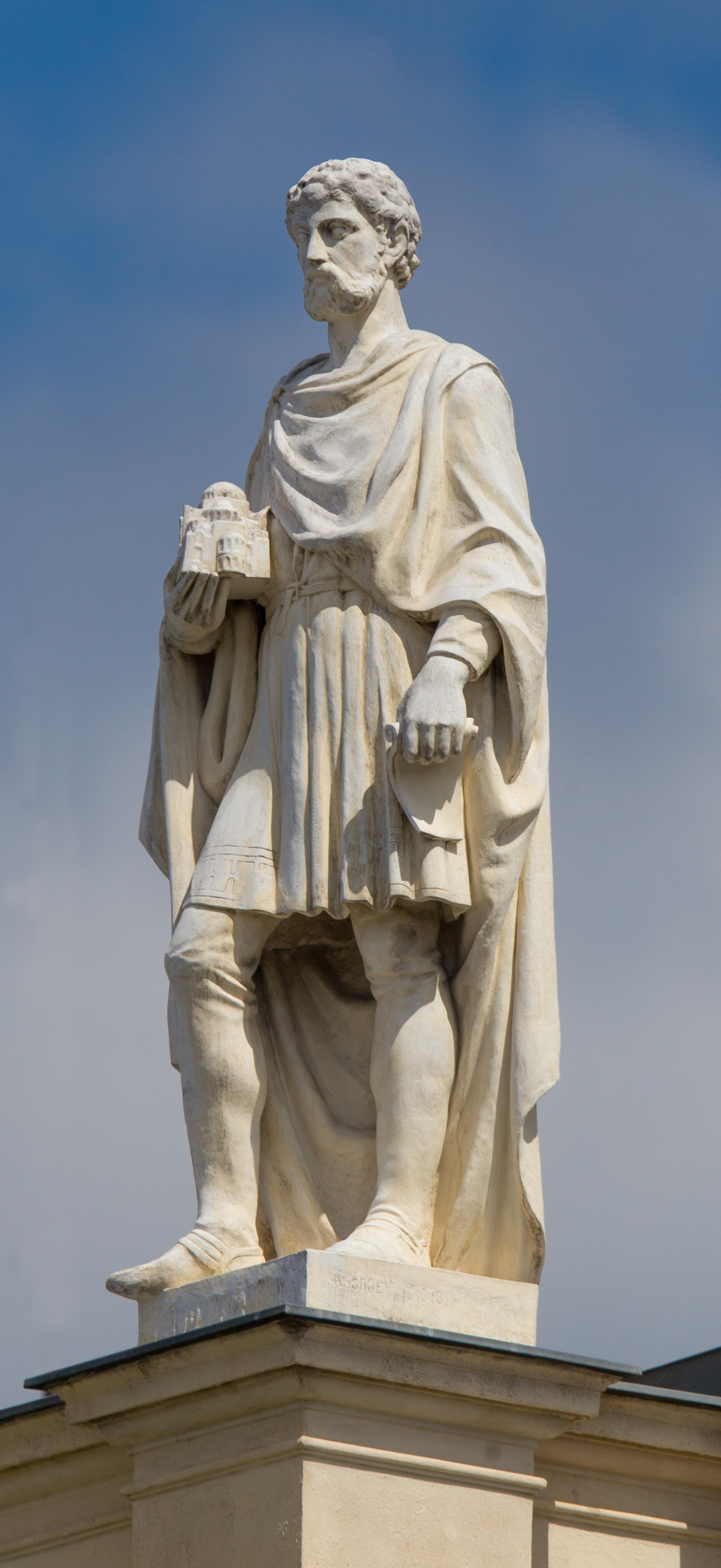
Isidor von Milet. Neuzeitliche Darstellung auf der Balustrade des Kunsthistorischen Museums, Wien

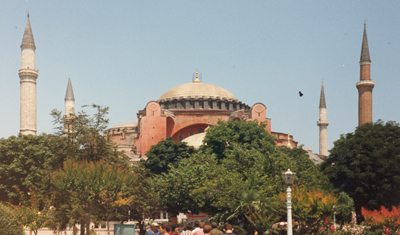
Die Hagia Sophia

Isidor(os) von Milet, griechisch Ἰσίδωρος ὁ Μιλήσιος, (* 442; † 537) war ein spätantiker Architekt und Mathematiker.
Zusammen mit Anthemios von Tralleis erbaute er im Auftrag des oströmischen Kaisers Justinian I. die Hagia Sophia. Diese Hauptkirche von Konstantinopel gilt als eines der letzten großen Bauwerke der Antike. Zuvor befand sich an der gleichen Stelle die große Basilika des Theodosius, welche während des Nika-Aufstandes im Jahre 532 zerstört worden war.
Isidor unterrichtete Physik in Alexandria und später an der Universität von Konstantinopel. Er schrieb zudem in altgriechischer Sprache einen Kommentar zum heute verlorenen Werk Über Gewölbe des Heron von Alexandria. Isidors Neffe Isidor von Milet der Jüngere baute die am 7. Mai 558 eingestürzte Kuppel in den Jahren bis 562 (Neuweihe) in ihrer heutigen, etwas veränderten Form wieder auf.